# Pseudexechia lanceostylus
Pseudexechia lanceostylus är en tvåvingeart som beskrevs av Kjaerandsen 1994. Pseudexechia lanceostylus ingår i släktet Pseudexechia och familjen svampmyggor.
Artens utbredningsområde är Tanzania. Inga underarter finns listade i Catalogue of Life.